# 말라위의 식량 안보

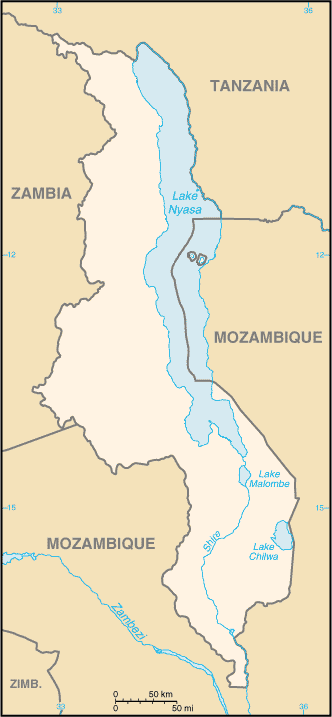
말라위는 남부 아프리카의 내륙국이다.

말라위는 세계의 저개발 국가 중 하나이며 2010년 인간 개발 지수에 따르면 187개국 중 170위를 차지했다. 약 1,600만 명의 인구가 있으며, 이 중 53%는 국가 빈곤선 이하에 살고 90%는 하루 2달러 미만으로 생활한다.
유니세프는 말라위에 심각한 영양실조에 걸린 어린이 46,000명이 있다고 추정했다. 2023년 유니세프는 말라위의 50만 명 이상의 어린이들이 영양실조 위험에 직면해 있다고 경고했다. 오늘날 말라위에서는 기후 불안정, 빈곤, 경제 및 농업의 다변화 문제를 해결하기 위한 많은 프로그램이 시행되고 있다.

## 역사 및 배경
학자들은 말라위의 식량 위기를 1991년과 1992년으로 거슬러 올라가는데, 이때 남부 아프리카의 가뭄으로 말라위의 옥수수 생산량이 크게 줄었다. 옥수수 가격이 폭등했다. 말라위인 평균 칼로리 섭취량의 54%를 차지하는 옥수수의 비용은 1992년에서 1993년 사이에 거의 두 배가 되었다. 1993년에는 강우량 증가와 정부 보조를 받은 하이브리드 옥수수 씨앗 및 비료 덕분에 옥수수 잉여가 있었지만, 기근 중 사람들의 식습관과 대처 습관 때문에 식량 소비는 증가하지 않았다.

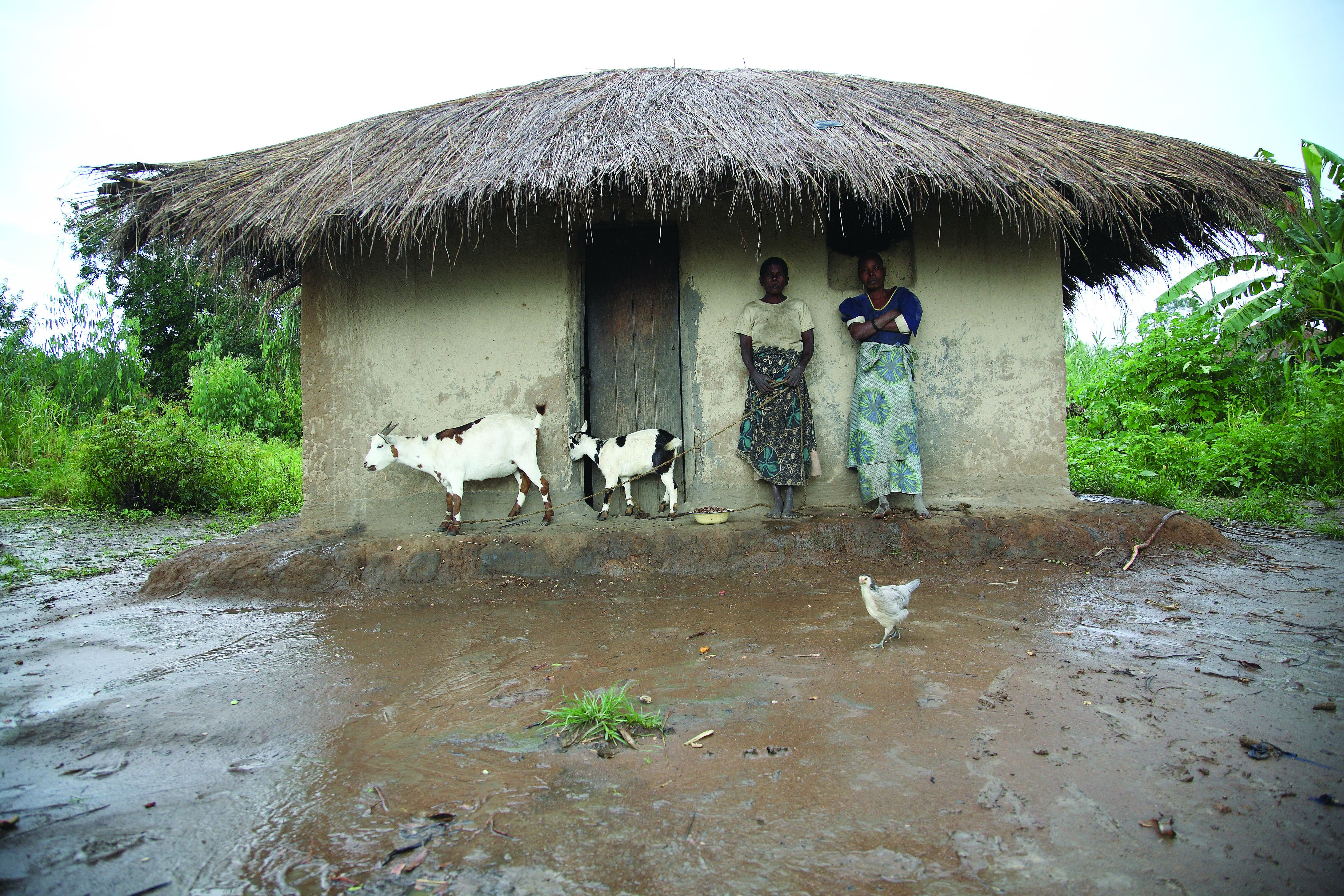
말라위 농업은 홍수와 같은 자연재해로 고통받고 있다.

ADMARC (농업 개발 및 마케팅 공사)라는 정부 기관은 1998년 이전에 소농의 현금 작물 및 비료의 구매 및 거래를 통제했다. 기관 내부의 부패와 지대추구는 소농을 착취하고 곡물 가격을 위조하게 만들었다. 1985년 담배 가격이 하락하자 ADMARC는 거의 파산 지경에 이르렀다. 세계은행으로부터 대출을 받기 위해 ADMARC는 부분적으로 민간 소유 회사가 되었고 1988/1989년에 비료 보조금을 폐지했다. ADMARC가 소농에게 비료와 씨앗을 제공하지 못한 것도 1992년 식량 위기에 기여했다.
그 이후로 주기적인 가뭄과 홍수가 말라위를 계속해서 강타했다. 액션에이드에 따르면 1990년에서 2006년 사이에 33건의 날씨 관련 재해가 발생했으며, 이는 1970년에서 1989년 사이에 발생한 7건보다 증가한 수치이다. 말라위 경제는 농업에 크게 의존하고 있다. 대부분의 사람들은 수확물로 생계를 유지하고 남은 것을 팔아 수입을 얻는다. 1990년 이후 가뭄과 홍수의 잦은 발생과 심화는 국가 인구의 많은 부분에 영향을 미쳤다. 농부들은 재해에 적응하거나 복구할 능력이 거의 없어 미래의 사건에 더 취약해졌고, 가난의 대물림과 기아는 더욱 심화되었다. 1970년대 초부터 1994년까지 정부는 하이브리드 옥수수 재배에 보조금을 지급했다. 정부가 이 프로그램이 너무 비싸서 지원을 중단하자 옥수수 생산량은 감소하고 가격은 다시 상승했다.
2002년, 말라위에 기근이 발생했으며, 액션에이드와 HDR에 따르면 사망자 수는 300명에서 3,000명으로 추정된다. 말라위인의 85%의 주요 수입원은 농업이며, 밀과 감자가 주요 재배 및 소비 작물이었다. 따라서 IMF가 2000/2001년 옥수수 수확량이 250만 톤에서 170만 톤으로 감소하여 273,000톤의 국가 적자가 발생했다고 보고했을 때 많은 사람들이 영향을 받았다. 2002년 2월, 말라위 정부는 식량 비상사태가 발생했으며 국가가 재난 상태에 있다고 발표했다. 2002년 하반기의 수확량은 최악의 기근을 완화했지만, 2005년 가뭄으로 또 다른 식량 위기가 발생했다. 2005년 10월 15일, 대통령 빙구 와 무타리카가 이끄는 정부는 국가 재난을 선포했다. 말라위는 2005년 위기에서 회복했지만, 현재 새로운 식량 부족에 직면해 있다.
이후 2012년과 2015년에 연이은 식량 위기가 발생했는데, 이때 2002년의 많은 기여 요인이 여전히 존재했지만, 극심한 가뭄과 홍수로 인해 악화되었다. 2012년 식량 위기는 낮은 강우량으로 인한 옥수수 수확량 감소와 콰차 평가절하로 인한 인플레이션 때문이었다. 2014년에 상황이 개선되기 시작한 후, 다음 해에는 극심한 가뭄이 발생했고, 이어서 심각한 홍수가 뒤따랐다. 이러한 사건들은 2015년에 또 다른 식량 위기로 이어졌고, 대통령은 비상사태를 선포하게 되었다.

## 기여 요인

### 정치적
1964년 독립 후, 말라위는 헤이스팅스 반다 대통령의 통치 아래 있었다. 국민들은 투표권을 가졌지만, 말라위는 일당제를 운영했으며 반다는 당시 유일한 정당이었던 말라위 의회당의 지도자였다. 따라서 반다는 독재자의 권한을 가졌고, 그의 통치 기간 동안 정치적 반대자들의 살해와 같은 많은 인권 침해가 있었다. 1993년 국민들이 다당제를 선택하기 위해 투표했을 때에야 비로소 반다와 MCP는 권력에서 축출되었다. 1995년 새로운 헌법이 제정되어 행정부, 단원제 입법부, 사법부로 구성된 정부가 수립되었다. 1998년 바킬리 물루지의 민주적 대통령 통치 아래, 정부는 재난 구호를 위한 전략적 곡물 비축량을 관리하기 위해 국립 식량 비축청(NFRA)을 설립했다. NFRA는 말라위 정부가 임명한 이사회를 가진 정부 소유 기관으로, 물리적 곡물 비축량뿐만 아니라 비축량과 관련된 재정, 수입 및 수출을 관리했다.
그러나 IMF에 따르면 NFRA는 옥수수 165,000톤을 구매하는 데 높은 이자율(56%)로 인해 빠르게 10억 말라위 콰차 (MK)의 부채를 incurred했다. 2001년 국제 통화 기금 (IMF)은 2000년에 수확량이 풍부했으므로 정부가 곡물 비축량을 판매해야 한다고 권고했다. 그렇게 큰 비축량의 필요성이 거의 없어 보였고, 곡물 자체도 썩어가고 있었다. IMF의 권고는 또한 유럽 위원회의 요청으로 2000년에 수행된 연구 결과에 따른 것이었는데, 이 연구는 지역적 재난 발생 시 국가를 지원하는 데 옥수수 30,000–60,000톤이면 충분하다는 것을 보여주었다. 그렇게 많은 양의 옥수수를 유지하는 것은 비용이 많이 들며, 이 연구는 예상치 못한 대규모 식량 위기 발생 시 더 나은 수입 전략을 개발할 것을 권고했다. NFRA는 IMF의 조언을 따랐고, 비축량의 대부분을 케냐와 모잠비크에 판매하여 옥수수 비축량을 165,000톤에서 60,000톤으로 줄였다. 2002년 액션에이드 보고서에 따르면, 식량 위기의 원인에 대한 인기 있는 의견 중 하나는 IMF의 곡물 비축량 판매 권고가 부분적으로 식량 위기를 야기했다는 것이다. 그러나 IMF와 액션에이드는 곡물이 오래되었고 보관 비용이 많이 들었으며, 당시에는 NFRA에 판매를 권고하는 것이 합리적이었다는 점을 인정한다.
2002년 기근이 최악의 상태에 이르렀을 때 곡물 비축량은 고갈되었고 정부는 추가 자원이 없었다. 이러한 상황은 정부가 비축 자원을 사용한 후 보충하는 데 대한 준비가 미흡했기 때문에 더욱 악화되었다. 더욱이 개인 상인들이 곡물 비축량의 대부분을 사들여 2001년 식량이 부족했을 때 과도한 가격으로 재판매했다. 정부는 이웃 국가 및 해외에서 옥수수를 수입하기 시작했지만, 옥수수는 느리게 도착했다. 혼잡한 도로에서부터 비효율적으로 우회된 트럭, 그리고 혼잡한 항구에 이르기까지 다양한 운송 병목 현상이 식량 원조의 도착을 지연시켰다. 또한 일부 기부 국가와의 좋지 않은 관계는 이들의 반응을 느리게 만들었다. 많은 이들이 전략적 곡물 비축량 고갈에 대한 IMF의 개입을 의심했고, 다른 이들은 정부의 부패를 경계했다.
또한 식량 위기를 해결하기 위한 현재 정책은 불충분하다. 말라위의 재난 관리 정책인 국가 적응 프로그램 행동 계획(NAPA)은 성별과 건강을 고려하지 않고 농업과 환경만 고려한다. 대부분의 재난 및 기후 변화 관리는 국가 수준에서 이루어지며, 모든 정책과 관행이 지역 사회에까지 스며들지 않는다. 2006년에 물었을 때 은산제와 살리마 지역 지도자들은 NAPA의 존재를 알지 못했다.

### 경제적
2009년 UN은 말라위 인구의 80%가 농촌 지역에 거주한다고 보고했다. 산업 또는 서비스 관련 일자리가 거의 없다. 일부는 대규모 담배 농장에서 일하거나 도시에서 일자리를 찾거나 저임금 일자리를 위해 이웃 국가로 이주할 수 있었지만, 일자리가 거의 없었다. 브리태니커 온라인은 2000년대에 인구의 80% 이상이 농업에 종사했다고 주장한다. 국가 GDP의 약 33%와 수출 수입의 50% 이상(주로 담배, 설탕, 차, 면화)이 농업에서 나왔다.
정부 소유 기업이자 옥수수의 주요 공급업체 중 하나인 ADMARC는 일부 시장을 통제하고 식량에 보조금을 지급했다. 농업 및 무역 정책 연구소의 연구에 따르면 옥수수 시장 가격은 2001년 6월 킬로그램당 4MK에서 2002년 1월 킬로그램당 40MK 이상으로 증가했다. 그러나 노동자들의 일당은 킬로그램당 20MK로 동일하게 유지되었다. 시장의 자유화, 특히 ADMARC의 통제력 상실과 관련하여 옥수수 시장을 추적하고 통제하는 것이 어려워졌다. 옥수수 가격은 시장에 따라 달라지며, NFRA는 시장에 개입할 권한이 없다.
말라위의 농업 정책 또한 문제가 많다. 국가의 식량 공급은 옥수수에 크게 의존하고 있으며 작물 다변화 노력은 실패했다. 따라서 2001년 작물 생산, 특히 옥수수 생산이 실패했을 때 인구의 대부분이 고통받았다. 왜냐하면 사람들이 더 이상 스스로 식량을 재배할 수 없었고 식량을 구매할 소득도 없었기 때문이다.
말라위의 주요 수출품인 담배는 국제 판매가 감소했다. 1980년대 이후 수입이 50% 감소했으며, 이에 따라 농업 및 무역 정책 연구소에 따르면 소농의 소득과 구매력이 감소했다. 2000/2001년에 많은 소농이 개인 및 정부 대출을 상환하지 못했다. 따라서 2001/2002년에 많은 이들이 작물용 씨앗과 비료를 구매할 신용을 얻을 수 없었다. 혼합 토지 사용 장려, 관개 시스템 개선, 작물 저장 및 보호 제공, 도로 및 건물 건설, 신용 및 마케팅 기회 제공과 같은 농업 부문 강화를 위한 다른 노력들은 주로 대농에게 제공되었고, 소농에게는 제공되지 않았다.

### 사회 및 보건

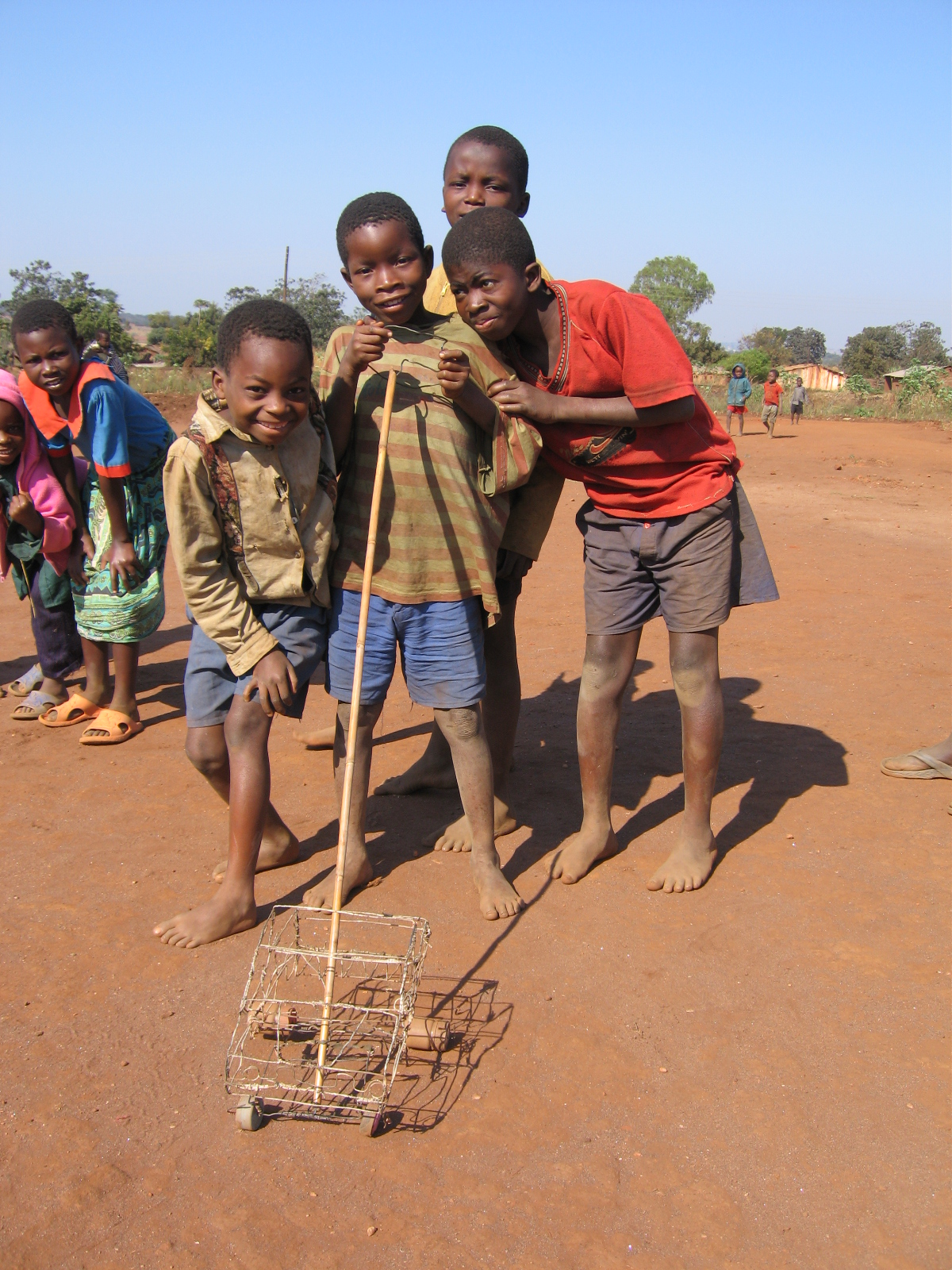
식량 위기는 말라위의 HIV/AIDS 고아를 특히 빈곤, 굶주림 등에 취약하게 만들었다.

말라위는 빈곤이 만연하여 세계은행에 따르면 인구의 50%가 하루 2달러 미만의 빈곤선 아래에서 살고 있다. 농촌의 빈곤층은 수확이 실패했을 때 식량을 살 여유가 없었기 때문에 식량 위기에 특히 취약했다.
2002년 액션에이드 보고서는 1994년 말라위에 민주주의가 수립된 이후 공동체 연대 의식에서 사회적 변화가 있었다고 추측한다. 1991/1992년 가뭄 동안 공동체들은 함께 뭉쳐 서로를 지지하며 필요한 사람들에게 식량과 일자리를 제공했다. 그러나 2001/2002년 식량 위기 동안 사람들의 철학은 "무정부적인 폭도 정의", "각자도생"의 태도로 바뀌었다고 2002년 액션에이드 보고서는 전한다.
말라위의 HIV/AIDS는 널리 퍼져 있다. 2012년 말라위 정부는 이 질병이 도시 말라위인의 약 17%, 농촌 말라위인의 9%에게 영향을 미쳤다고 추정했다. HIV/AIDS에 영향을 받은 성인이 있는 가구와 HIV/AIDS로 인해 성인이 없는 가구는 농업 생산성이 현저히 낮다. HIV/AIDS 환자는 밭에서 일할 수 없을 뿐만 아니라 다른 사람들이 그들을 돌봐야 하고 가계 소득의 일부는 약값과 장례비로 지출되어야 한다. 따라서 HIV/AIDS의 유병률은 식량 위기 동안 많은 말라위인들을 취약하게 만들었다. 2002년 기근 동안 병원 사망자의 70%는 HIV/AIDS로 인한 것이었다.

### 생태학적
말라위의 토양은 많은 농부들이 비료를 살 여유가 없었던 역사적 이유로 인해 상태가 좋지 않다. 토양비옥도를 유지하는 쉬운 해결책은 거의 없다. 말라위는 토양 영양분을 복원하기 위해 유기 물질을 수입하기에는 너무 가난하고, 토지 복원을 위해 넓은 농지를 할당하기에는 토지가 너무 부족하다. 개별 농부들은 자신의 토지에 비료를 살 여유가 없다. 따라서 식량 생산 수준 또한 감소하는 토양 비옥도와 토지 부족의 영향을 크게 받는다. 말라위의 식량 부족은 기후 변화로 인해 악화되고 있다. 강우 패턴이 변하고 기온이 상승함에 따라 생산적인 재배 기간이 짧아지고 농부들은 충분한 수확을 얻기 위해 더 비싼 하이브리드 작물을 구매해야 한다. 일부 농부들은 변화하는 날씨에 대처하기 위해 옥수수 재배 시기를 11월에서 12월로 옮겼고, 다른 농부들은 더 일찍 옮겼다. 앞서 언급했듯이 가뭄과 홍수의 빈도 증가는 농부들을 식량 부족에 특히 취약하게 만들었다.
2000/2001년과 2001/2002년의 강우는 불규칙했으며, 반복되는 가뭄과 홍수로 인해 충분한 수확을 얻을 수 없었다. 많은 농부들은 예측 불가능한 날씨에 대처하기 위해 작물을 조기에 수확하여 2001/2002년 작물 생산량을 더욱 감소시켰다. 또한 변화하는 날씨 패턴은 작물 예측 방법을 신뢰할 수 없게 만들었다. 날씨 예보 및 정기적인 작물 평가를 기반으로 작물 생산량을 예측하는 기존 경고 시스템은 2001/2002년 시즌의 옥수수 생산량 감소가 뿌리 작물 및 덩이줄기 작물 생산량 증가로 보상될 것이라고만 예측했다. 그러나 2001/2002년 시즌에는 모든 작물이 피해를 입었다. 따라서 정부는 2002년 식량 위기에 대한 준비가 되어 있지 않았다.

## 대응 및 구호 노력
말라위 정부는 2005년에 농업 투입 보조금 프로그램(FISP)이라는 비료 보조금 프로그램을 시행했으며, 이 프로그램에 따라 정부는 취약한 농부들에게 비료와 씨앗을 보조했다. 비료는 50kg 한 자루당 7달러로, 시장 가격인 50kg 한 자루당 27달러에 비해 상당한 할인 가격이었다. 미시간 주립 대학교의 연구에 따르면, 2005/2006년에는 불규칙한 강우가 프로그램의 효과를 저해했지만, 2007년 날씨가 개선되면서 프로그램이 번창하여 말라위는 340만 톤이라는 기록적인 옥수수 수확량을 기록했으며, 이는 140만 톤의 잉여였다. 그 결과 2007년 말라위는 옥수수를 이윤을 남기고 수출할 수 있었고, 다른 도움이 필요한 국가에 옥수수를 기부할 수 있었다. 짐바브웨는 말라위로부터 옥수수 40,000톤을 수입했고, 레소토와 스와질란드는 각각 말라위로부터 옥수수 5,000톤을 기부받았다.
세계 식량 계획 (WFP), EU, 영국, USAID를 포함한 국제 및 지역 NGO들은 2002년 재난 상태로 선포된 후 말라위에 식량을 기부했다. 2005년 WFP는 식량 원조가 말라위 인구의 11%를 먹여 살리고 있다고 추정했다.

## 장기적 영향

### 건강
식량 위기는 특히 어린이들을 영양실조와 질병에 취약하게 만들었다. 2006년 유니세프는 5세 미만 어린이의 46%가 만성 영양실조였고 19%가 저체중이었다고 추정했다. 식량 위기의 뿌리가 시작된 1992년 이후 어린이들의 영양 상태는 변하지 않았다.
식량 부족이 심했던 2001/2002년과 2005/2006년 동안 전국적으로 대규모 콜레라 발병이 있었다. 유니세프는 이러한 발병이 식량 위기와 더불어 위생 불량 및 불안정한 수원으로 인해 발생했으며, 이는 사람들을 질병에 취약하게 만들었다는 점을 인정했다. 마찬가지로 세이브 더 칠드런 영국 지부가 2002년 2월에 실시한 연구에 따르면 식량 위기는 성인과 어린이 모두의 손과 발에 부기를 유발하여 사람들의 건강에 영향을 미쳤다.
식량 부족으로 인해 수천 명의 굶주림 관련 사망자가 발생했으며, 정확한 수치는 알 수 없다. 이들 사망자 중 다수는 HIV/AIDS 문제를 더욱 악화시켜 이 질병으로 고통받는 사람들을 특히 취약하게 만들고 대규모 고아 인구를 발생시켰다. 유니세프는 HIV/AIDS로 인해 어린이의 17%가 살아 있는 부모가 없다고 추정한다.
식량 위기가 절정에 달했던 2002년 4월부터 5월까지 WHO는 말라위에서 건강 평가를 실시했다. 그 결과 2001년 10월부터 2002년 3월까지 하루 평균 10,000명당 1.9명의 사망자가 발생했다. 33,150건의 콜레라 발병과 981명의 사망자가 발생하여 치명률은 3%에 달했다. 그러나 같은 기간 동안 의료 시설을 찾는 사람들의 수는 25% 감소했다. 연구는 의료 시설이 직원 및 의약품 부족, 열악한 통신 및 교통 시스템으로 인해 마비되었다고 시사했다. 사람들이 다른 모든 것보다 식량 안보를 우선시하기 시작하면서 건강과 제대로 관리되지 않는 의료 시설에서의 치료는 뒷전으로 밀려났다.
굶주리는 사람들은 안전하지 않은 뿌리, 옥수수 심지, 톱밥, 삶은 과일을 먹기 시작했고 식중독 및 기타 위장 질환에 걸렸다. 란셋에 실린 한 보고서에 따르면 말라위 남부 은산제 지역의 많은 가족들, 심지어 상당히 부유한 가족들까지도 니카라고 불리는 수련 구근을 먹고 있었다. 간식으로 여겨졌던 이 구근은 이제 주식으로 여겨지고 있지만, 과도하게 섭취하면 설사를 유발한다. 한 예로, 열 명의 가족 중 맏아들이 독성 고구마를 발견했다. 아버지는 다른 음식이 없었기 때문에 아이들과 어머니에게 고구마를 먹도록 주었다. 그는 자녀와 아내의 굶주림을 자신의 것보다 우선시했기 때문에 자신은 고구마를 먹지 않았다. 어머니와 여덟 명의 자녀 모두 구토와 식중독으로 인해 차례로 사망했다.

### 정책
정부의 식량 안보 정책인 FISP는 농업 생산성을 향상시켰다. 앞서 언급했듯이 FISP 시행 후 옥수수 생산량은 국내 수요를 넘어섰다. 2005년에서 2011년 사이에 말라위의 GDP는 연평균 11.7% 성장했으며, 많은 전문가들은 농업 GDP 성장을 FISP에 기여했다. 그러나 최근 연구에 따르면 FISP는 지속 가능한 프로그램이 아니다. 도움이 필요한 가구 수가 증가함에 따라 제공되는 비료와 씨앗의 양이 2005/2006년 농부 1인당 85kg에서 2012/2013년 농부 1인당 60kg으로 감소했다.
2002년과 2003년에 새로운 식량 안보 정책이 개발되었다. 말라위 빈곤 감소 전략은 중앙 정부의 예산 결정을 지시하고 알리는 틀 정책 문서였다. 정책의 핵심은 경제 성장, 인적 자본, 안전망 및 거버넌스였다. 농업 경제 성장을 장려하고 효과적인 안전망을 만드는 예산 결정을 통해 정부는 식량 안보와 식량 가용성을 증진할 수 있었다. 농업부는 시민 사회 단체, 다른 부처, 민간 기업 및 기부자들과 협력하여 식량 및 영양 안보 정책을 만들었다. 이 정책은 다음을 목표로 했다. 1) 관개 시스템 및 비료와 토지에 대한 접근성을 확대하여 식량 가용성을 늘리고, 2) 농촌 시장을 강화하고, 3) 여러 건강 및 식단 지침과 서비스를 만들고, 4) 재난 관리 계획, 전략적 곡물 비축량, 식량 생산 모니터링/예측 시스템을 수립하고 강화하는 것이다. 마지막으로, 경제 기획 개발부는 농촌 말라위의 무역 및 투자를 장려하여 소득과 고용 기회를 늘림으로써 식량 접근성을 높이는 성장 전략 정책을 개발했다.

### 문화와 사회
식량 위기 동안 사람들은 식량을 얻기 위해 생활 방식을 바꾸기 시작했다. 일부는 식량을 대가로 임시직을 구하기 시작했다. 많은 사람들이 가재도구와 가축을 헐값에 팔아 식량을 구매하여, 식량 위기 이후 안정성을 되찾기 어렵게 만들었다. 일부는 저임금 노동이나 식량을 위해 잠비아 및 다른 이웃 국가로 이주했다.
식량 위기는 교육에도 영향을 미쳤다. 일부 지역에서는 굶주림으로 인해 중퇴율이 25%까지 증가했다. 많은 이들이 일하거나 식량을 찾기 위해 학교를 빠지고, 다른 이들은 학비를 감당할 수 없게 되었다. 일부 교사들은 학생들이 굶주리고 병들면 학교에 머물거나 공부하거나 숙제를 하도록 강요할 수 없기 때문에 학교가 학생들에 대한 통제력을 잃었다고 불평했다. 유니세프는 식량 위기가 특히 심각한 일부 지역에서는 학령기 아동의 절반에서 4분의 3이 학교에 가지 않게 되었다고 주장한다. 이러한 학교 출석률 감소에 대응하여 유니세프와 WFP는 학교에서 어린이들에게 식량을 제공하고 교사와 직원에게 추가 지원 및 자료를 제공하는 프로그램을 시행하기 시작했다. 유니세프는 이 프로그램이 학교 출석률에 "큰 개선"을 가져왔으며, 어떤 경우에는 학교 건물이 식량을 찾는 어린이들로 넘쳐났다고 보고했다.
전반적인 사회 질서도 악화되었다. 사람들이 이웃에서 도둑질을 하고, 아이들을 버리고, 식량을 놓고 싸우고, 식량을 위해 성매매를 하기 시작했다. 식량과 돈의 절도는 훨씬 더 흔해졌다. 일부 지역에서는 붙잡힌 도둑들이 처벌로 고문당하거나 신체 훼손을 당한다. 노인, 고아, 여성은 자신을 돌보기 더 어려울 뿐만 아니라 절도와 폭력의 더 큰 대상이 되기 때문에 점점 더 취약해지고 있다. 2005년 많은 여성들이 ADMARC 시장에서 할당된 25kg의 옥수수를 구매할 때 공격을 당했다고 보고했다. 성 노동의 가격은 MK1000에서 MK200으로 떨어져, 여성과 소녀들이 돈을 벌기 위해 더 높은 비율로 그러한 행동에 참여해야 하는 위험을 높였다. 식량 위기의 결과로 결혼의 사회 구조도 변화했다. 많은 소녀들이 가족이 식량 위기 동안 그들을 부양할 수 없었기 때문에 어린 나이에 강제로 결혼하게 되었고, 이는 실패하고 학대적인 결혼의 증가로 이어졌다. 다른 기혼 남녀는 돈과 식량을 벌기 위해 불륜을 저질렀고, 이는 다시 실패하고 학대적인 결혼의 증가로 이어졌다.

## 2012–2013년 식량 부족
말라위는 2012년과 2013년에 두 번째 식량 위기를 겪었다. MVAC 국립 식량 안전 보장 예측에 따르면, 2013년과 2014년에 말라위의 140만 명 이상이 식량 불안정 상태에 놓일 것으로 예상된다. 이는 21개 지역 인구의 9.5%에 해당하며, 북부 지역의 상황이 가장 심각하다. 경제적, 정치적, 농업적 요인 모두 이 위기에 영향을 미쳤다.
경제적, 정치적 측면에서 조이스 반다는 2012년 4월 말라위 최초의 여성 대통령으로 집권했다. 같은 해 5월 말라위 콰차는 49% 평가절하되었고 크게 가치가 하락했다. 세계 식량 계획에 따르면, 이 평가절하는 같은 달 12.4%의 인플레이션과 결합되어 전국적으로 주요 상품 및 서비스 가격의 대폭적인 상승으로 이어졌다. 또한 사회적 관심 센터는 생활비가 2011년에서 2012년 사이에 50% 이상 증가했다는 보고서를 발표했다.
농업 측면에서는 낮은 강우량으로 인해 많은 지역에서 옥수수 생산량이 40% 감소했다. 낮은 옥수수 생산량과 소비자의 구매력 감소가 결합되면서 2012년에는 약 100만 명이 기본적인 식량 필요를 충족하기 위해 지원을 필요로 했다. 실제로 말라위 취약성 평가 위원회의 2012년 예측은 식량 위기로 인해 취약 인구 수가 21% 증가할 것이라는 것이었다. 인플레이션과 옥수수 생산량 감소가 결합되면서 2012년 옥수수 소매 가격은 5년 평균보다 40% 높았다. 수요가 급증함에 따라 개인 판매상들은 불법적으로 조달한 옥수수에 터무니없는 가격을 매겨 일부 옥수수가 유통되지 못하게 했다. 사람들이 의존하던 비축물과 유통원은 널리 부족하거나 완전히 비어 있었다. 옥수수는 말라위의 가장 중요하고 흔한 식량 작물이기 때문에 이는 말라위의 식량 안보에 특히 해롭다. 기근 조기 경보 시스템 네트워크는 말라위에서 2012년 7월까지 식량 비상사태가 발생하여 9개월 동안 지속될 수 있다고 발표했다.
또한, 현대 아프리카 연구 저널의 한 연구에 따르면, 말라위의 이전 식량 위기의 지속적인 영향이 2012년에 느껴지고 있었다. 실제로 개발 및 시장 실패와 같은 2002년 식량 위기의 많은 원인들이 2012년 위기에 영향을 미쳤다. 여기에는 식량 생산 및 유통 시스템의 민영화, 농업 보조금 폐지, 규제 완화가 포함된다.
또한 이전 식량 위기는 영양실조로 인한 발육부진으로 인해 노동 생산성이 감소하는 등 심각한 장기적 비용을 초래한다. 한 연구에 따르면 평균적으로 성인의 60%는 어린 시절 발육부진을 겪었으며, 이는 전국적으로 거의 450만 명이 영양 부족으로 고통받고 있음을 의미한다. 실제로 세계 식량 계획의 동일한 연구는 영양실조로 인해 MWK 165억이 생산량에서 손실되었다고 추정했다.

## 2015년 식량 위기
2014년 말라위의 식량 가용성은 증가 추세였지만, 2015년에는 농부들이 다시 식량 불안정 상태에 빠졌다. 2014년 말라위 취약성 평가 위원회(MVAC)는 식량 불안정 인구가 전년도 146만 명에 비해 640,009명으로 감소했다고 추정했다. 식량 불안정 감소는 2014년 성공적인 수확으로 인한 식량 가용성 증가의 결과였지만, 2015년 말라위를 강타한 극심한 홍수로 인해 오래 지속되지 못했다. 말라위는 매년 가뭄으로 인해 GDP의 1%에 해당하는 약 1,250만 달러를 손실하고, 남부 지역의 홍수로 인해 GDP의 0.7%에 해당하는 900만 달러를 손실하는 것으로 추정된다. 실제로 말라위는 날씨 관련 재해에 익숙하며, 1970년에서 2006년 사이에 40건 이상의 날씨 관련 사건이 있었다.
2015년부터 2016년으로 넘어가는 시기에 말라위는 심각한 가뭄을 겪었고, 이어서 엘니뇨로 인한 강렬한 홍수가 발생했다. 이 가뭄은 지난 35년 중 최악의 가뭄으로, 농부들이 자신과 가족을 먹여 살릴 자원이 없는 두 번의 연속적인 우기가 실패했다. 인구의 90%가 빗물에 의존하는 작물과 농업에 의존하여 생존했기 때문에 인구에 대한 영향은 치명적이었다. 따라서 2016년 4월 13일, 무타리카 대통령은 가뭄과 홍수에 따라 국가 재난을 선포했다.
그 결과 옥수수 가격은 급격히 상승하여 대부분의 가구에게 감당할 수 없는 수준이 되었다. 또한 소비 농업을 위한 물 가용성이 극도로 낮아 농부들이 회복하기가 더욱 어려워졌다. 같은 해 2월까지 옥수수 가격은 이미 지난 3년간의 전국 평균보다 60% 높았다. 액션 어게인스트 헝거에 따르면 옥수수 생산량은 2013년 이후 27% 감소했으며 5년 평균에 비해 20% 감소했다. 이러한 극심한 상황은 사람들이 가족을 위한 식량을 사기 위해 자산을 팔도록 만들었으며, 따라서 광범위한 위기 상태를 초래했다. 세계 식량 계획에 따르면, 기후 불안정으로 인한 영양 부족과 식량 위기로 인해 10명 중 4명의 어린이가 발육부진을 겪고 있다.
이 위기의 심각성에 영향을 미친 다른 많은 요인들이 있었다. 예를 들어, 말라위에는 기후 변동성이 농업에 미치는 영향을 완화하기 위한 공식적인 장기 안전망이 부족했다. 실제로 지속 가능한 농업 시스템 및 개선된 토양비옥도와 같은 기후 변화 완화 전략을 농부들이 채택하도록 돕는 정책이 필요하다고 믿어진다. 이러한 준비 부족은 국가의 기존 취약성과 결합되었다. 세계은행에 따르면 개발도상국의 인구는 GDP 대비 손실로 측정될 때 환경 재해로 인한 심각한 결과를 겪을 가능성이 더 높다. 실제로 유엔 개발 계획은 준비 수준이 낮을수록 재해와 그 여파가 더욱 파괴적이라고 주장한다.
말라위는 가뭄 보험을 구매하여 식량 위기의 결과를 완화하려고 시도했다. 2015년 말라위는 아프리카 리스크 캐패시티(ACR) 보험 회사로부터 2015/2016년 농업 시즌을 위한 가뭄 보험을 구매했다. 보험료는 미화 500만 달러였다. 그러나 지연된 지원은 2017년까지 말라위인들에게 도달하지 못하여 위기의 경제적 손실을 완화하는 데 실패했다. 액션 에이드는 2015년 가뭄으로 인해 국가가 미화 3억 9,500만 달러의 손실을 입었다고 추정한다.

## 현재 상태
말라위는 2005년에 농업 투입 보조금 프로그램(FISP)을 시행했지만, 이 프로그램의 성공은 여전히 강우량에 달려 있었다. 또한 합성 비료와 하이브리드 씨앗과 같은 사용된 기술은 토양 침식과 농부들의 부채 악순환을 초래했다. 농부들의 재정과 부채를 돕기 위해 농업 보급 서비스, 공공 사업 프로그램, 무조건 현금 이전과 같은 많은 다른 프로그램들이 시행되었다. 국립 적응 계획은 또한 농업 탄력성을 높이기 위한 조치를 시행할 것을 희망한다. 이는 빈곤, 낮은 토지 가용성, 천연 자원에 대한 강한 의존성을 주요 동인으로 나열하는 말라위의 다변화 계획과도 일치한다. 이 계획은 식량 안보, 자원 관리, 청정 에너지, 기술 및 자금 조달을 다루어 개발을 개선하고 기후 변화를 완화하며 인구의 안정과 안보를 증진하는 것을 목표로 한다.
2018년에는 옥수수 가격이 킬로그램당 100말라위 콰차(미화 0.14달러)에서 킬로그램당 140콰차(미화 0.19달러)로 여러 차례 급등했다. 동시에 2018년 말라위의 옥수수 생산량은 20% 감소했다. 2018년 9월까지 말라위 정부는 옥수수 가격을 킬로그램당 170콰차(미화 0.23달러)로 책정했다. 2019년 3월 14일, 말라위 카롱가현의 최고 추장은 가뭄으로 인해 카롱가가 옥수수 부족에 직면할 수 있다고 우려를 표명했다. 2019년 3월 말라위는 사이클론 이다이의 강타를 받았다. 사이클론으로 인한 파괴적인 홍수 이후, 말라위 농업부 장관은 이번 시즌에 옥수수 생산량의 20%를 잃었을 수도 있다고 발표했다.

## 같이 보기
- 2005–06 니제르 식량 위기
- 2006년 아프리카의 뿔 식량 위기
- 1984–1985 에티오피아 기근
- 2010년 사헬 가뭄
- 사헬 가뭄

### 추가 자료
- World Food Programme (WFP). "Trends and impacts of staple food prices in vulnerable countries." 2014. The Market Monitor. http://documents.wfp.org/stellent/groups/public/documents/ena/wfp262781.pdf
- Malawi Vulnerability Assessment Committee (MVAC). "October 2012 Update, Bulletin No. 8 Volume 2." 2012. Lilongwe: Government of the Republic of Malawi. http://reliefweb.int/sites/reliefweb.int/files/resources/Full%20Report_1125.pdf
- "Africa Food Crisis: UK pledges E35m to Malawi and Zimbabwe." July 11, 2013. BBC News. https://www.bbc.com/news/uk-politics-23276632
- Musa, Madalitso. "No maize in Malawi's Admarc depots." September 30, 2013. Bnl Times. https://web.archive.org/web/20150316233943/http://timesmediamw.com/no-maize-in-malawis-admarc-depots/
- "Health Assessment Mission in Malawi." WHO. Retrieved 13 April 2014. www.who.int/disasters/repo/7958.doc
- "Moving Windmills Project," Moving Windmills Project, accessed 13 February 2014, http://www.movingwindmills.org/
- Kamkwamba, William. "William Kamkwamba: The Boy Who Harnessed The Wind | About." Accessed 30 March 2014. http://williamkamkwamba.typepad.com/about.html
- "Looming food crisis in Malawi." ActAlliance. 20 July 2012. http://reliefweb.int/sites/reliefweb.int/files/resources/Alert%2025_2012_Looming%20food%20crisis_Malawi.pdf